# Musée en plein air de Karnak
Le musée en plein air de Karnak est un musée archéologique situé à Louxor, en Égypte. Il est situé dans l'angle nord-ouest de l'enceinte d'Amon-Rê, dans le complexe de Karnak.

## Description
Le musée en plein air rassemble une collection de monuments qui ont été retrouvés dispersés lors des fouilles archéologiques de la fin du XIXe et du début du XXe siècle.
Comme il était impossible de les reconstruire à leur emplacement d'origine, le musée en plein air a été créé en 1937 pour préserver les blocs et les éléments architecturaux trouvés et les reconstruire à cet endroit.
Le musée contient donc des reconstructions de structures qui ont été démantelées et enterrées ou cachées à l'intérieur des pylônes massifs du complexe. Au fur et à mesure que Karnak prenait de l'importance, les pharaons ont cherché à laisser leur marque sur le complexe des temples en y érigeant leurs propres monuments. Au fur et à mesure que les souverains successifs construisaient leurs monuments, ils démantelaient les anciens et utilisaient les matériaux pour leurs propres projets.
On voit donc la colonnade de la cour à portique de Thoutmôsis IV, qui se trouvait initialement devant la face ouest du 4e pylône et constituait l’aménagement intérieur de la « salle des fêtes de Thoutmôsis III ».
C'est Amenhotep III qui a fait démonter une partie de la cour à portique pour construire le 3e pylône et les utiliser pour remplir ce pylône.
Ces blocs ont été extraits entre 1928 et 1968, par le Centre franco-égyptien d'étude des temples de Karnak et ainsi de procéder à l’anastylose de la cour entre 1988 et 2004.
Le CFEETK a également réalisé des fouilles archéologiques préventives dans cette zone avant la rénovation du sanctuaire de calcite d'Amenhotep II, notamment une unité urbaine avec des murs en briques crues de l'époque saïto-persane. Les fouilles du CFEETK ont également permis de découvrir des figurines en terre cuite représentant des femmes, appelées « concubines » ; ces figurines se trouvent généralement dans les niveaux liés à la construction et pourraient être des objets votifs garantissant la durabilité de la construction.

## Modernisation
Des travaux ont été réalisés à partir de mai 2023 pour améliorer le site en installant de nouveaux sièges, des parasols et des panneaux de signalisation.
Les dalles de pavage disparues au cours des dernières décennies ont été remplacées permettant d'améliorer la mobilité des personnes handicapées.
De nouveaux objets ont également été ajoutés au musée en plein air afin d'enrichir son exposition. Parmi eux figurent des objets datant des règnes des rois Akhenaton et Chabaka, ainsi que d'autres datant de la période tardive (664-332 av. J.-C.).

## Les sanctuaires remarquables
Un certain nombre de sanctuaires ont été reconstruits et parmi ces édifices figurent :
- la chapelle rouge d'Hatchepsout ;
- la chapelle blanche de Sésostris Ier ;
- la chapelle en calcite d'Amenhotep II ;
- la chapelle de la barque du roi Thoutmôsis III ;
- la chapelle d'Amenhotep Ier ;
- la chapelle de la barque de Thoutmôsis IV[4].